# Dym z papierosa
Dym z papierosa – humorystyczne słuchowisko radiowe w odcinkach, napisane przez Marię Czubaszek, nadawane w Programie Trzecim Polskiego Radia w latach 1979–1981. 

## Historia słuchowiska
Pierwsze emisje słuchowiska odbywały się w ramach programu „Ilustrowany Tygodnik Rozrywkowy”; nosiły wtedy tytuł Z wizytą u Kazia. Powstały 42 odcinki trwające od 9 do 20 minut. Oprócz tego nagrano dłuższe odcinki specjalne, np. Blondynka w walizce.  

## Postaci i fabuła
Głównymi postaciami słuchowiska były:  
- Ciotka – Irena Kwiatkowska (42 odcinki)
- pan Jerzy Jurek – Jerzy Dobrowolski (41 odcinków)
- pan Kazio – Wojciech Pokora (39 odcinków)
- panna Jola – Jolanta Zykun (42 odcinki)

gościnnie: 
- Boguś – Bohdan Łazuka (2 odcinki)
- pan Krzyś – Krzysztof Kowalewski (1 odcinek)

## Fabuła
W każdym odcinku do Kazia z wizytą przychodziła ciotka Kazia, jej znajomy pan Jurek oraz panna Jola – narzeczona Kazia. Goście zajmowali się skrajnym denerwowaniem Kazia nielogicznymi, irytującymi wywodami. Purnonsensowe dialogi przeplatane były piosenkami wykonywanymi przez bohaterów. 

## Charakterystyka
Słuchowisko charakteryzował:
- absurdalny humor;
- logiczne wyjaśnianie całkowicie nielogicznych rzeczy;
- zaskakujące słowotwórstwo, szczególnie odnośnie do złośliwych prezentów dawanych panu Kaziowi, np. pierzaczek, prawiepinczer, cipiór (trzymany w klatce), kląskacz (wyjaśnienie: wysokopienna odmiana nizinnego rechaka), grzędzior ostrowłosy (bardzo jadowity) i inne;
- liczne krótkie piosenki śpiewane przez występujących w słuchowisku, w czasie których prawie zawsze Dobrowolski wydaje z siebie niespotykane odgłosy, np. mówiąc w odpowiednich momentach bidibidibi.

Aktorzy, oprócz czytania dialogów napisanych przez autorkę, dodawali tekstom dużą dozę humoru.